# Tulipa (football)
Pour les articles homonymes, voir Tulipa (homonymie).
Manuel Jorge da Silva Cruz, plus communément appelé Tulipa, est un footballeur portugais, reconverti entraîneur né le 16 octobre 1972 à Vila Nova de Gaia.

## Biographie
Il fait partie des champions du monde des moins de 20 ans en 1991.
International, il possède trois sélections en équipe du Portugal.

## Palmarès

### En sélection
- Vainqueur de la Coupe du monde des moins de 20 ans en 1991
- Finaliste de l'Euro espoirs en 1994